# Sungai Udang

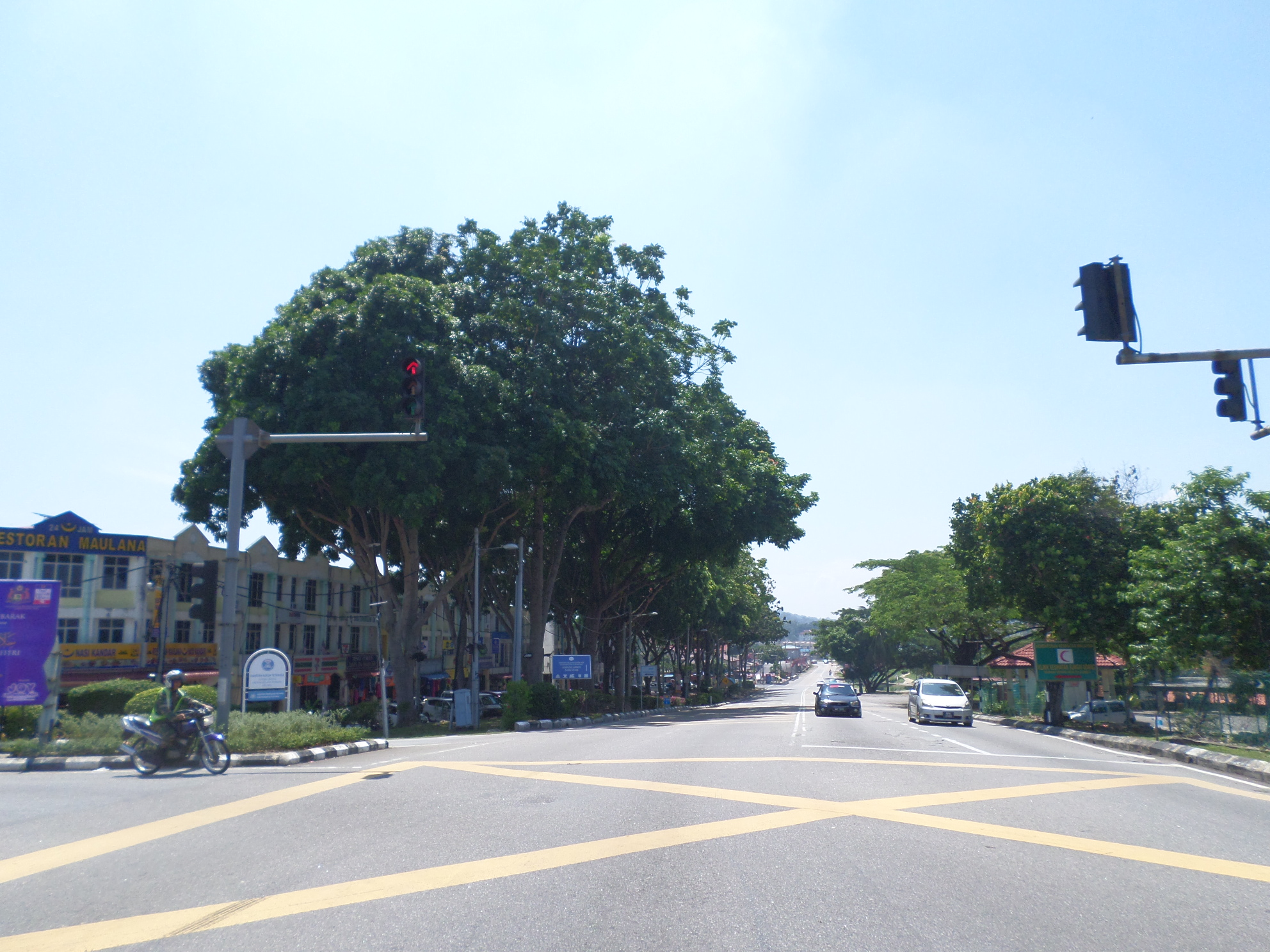
Sungai Udang

Sungai Udang is een stad in de Maleisische deelstaat Malakka.
Sungai Udang telt 1300 inwoners.